# Carlotta Truman

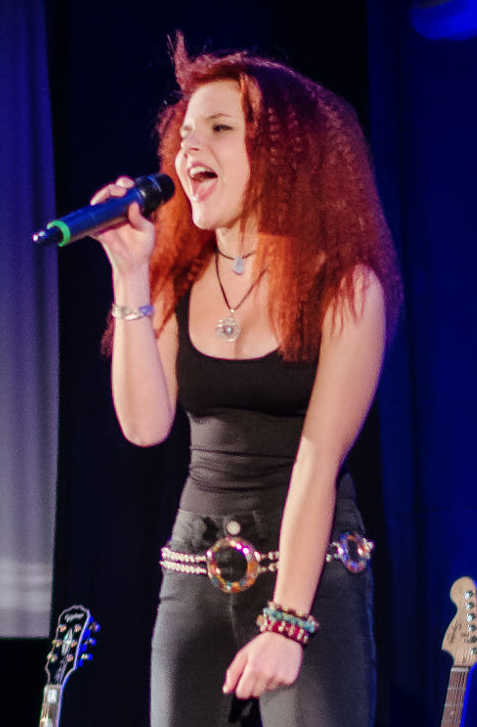
Carlotta Truman (2014)

Carlotta Truman (* 19. Oktober 1999 in Hannover) ist eine deutsche Sängerin und Schauspielerin. Sie wurde als Finalistin in den deutschen Castingshows Das Supertalent (2009) und The Voice Kids (2014) bekannt. 2019 nahm sie mit S!sters für Deutschland am ESC in Israel teil.

## Sängerin
Erste Bühnenauftritte hatte Truman schon im Alter von anderthalb Jahren. Mit acht Jahren begann sie im Kinderpopchor Kidz of Horst, den ihre Mutter leitete, zu singen. Neunjährig bewarb sie sich bei Das Supertalent und wurde Finalistin. Ihre Versionen von Duffys Mercy, Marit Larsens If a Song Could Get Me You und John Lennons Imagine sang sie vor neun Millionen Zuschauern. Eine Tour durch Deutschlands Konzerthallen schloss sich an.
Mit zehn Jahren veröffentlichte sie ihre erste Single; mit elf Jahren sang sie in der ARD-Sendung Unsere Show für Deutschland als Lena-Double. Neben ihren zahlreichen Soloauftritten (u. a. Radio-FFN-Kindertage) arbeitet sie seit Juli 2011 mit dem Bundespolizeiorchester Hannover zusammen. Anfang Oktober 2011 trat sie mit diesem bei damaligen Bundespräsidenten Christian Wulff in der Villa Hammerschmidt auf. Im Dezember 2011 erhielt sie den Deutschen Rock- & Pop-Preis als beste Solosängerin. Im Dezember desselben Jahres nahm sie an der Hit-Radio-Antenne-Tour durch Niedersachsen teil.

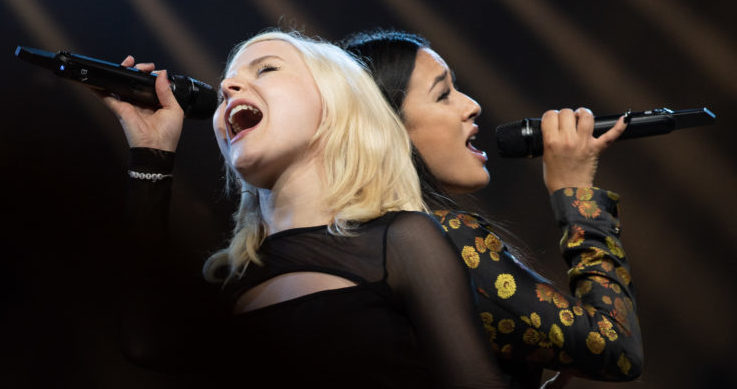
S!sters – Carlotta (links) mit Laurita Spinelli beim ESC 2019

2014 war sie Kandidatin der Sat.1-Sendung The Voice Kids und belegte den zweiten Platz. 2019 stellte der NDR für die deutsche Vorentscheidung zum Eurovision Song Contest das Damenduo S!sters zusammen, bestehend aus Truman und Laura Kästel. Sie gewannen und vertraten Deutschland im Mai 2019 beim Wettbewerb in Israel. Im Finale erreichten Truman und Kästel den vorletzten Platz unter den sechsundzwanzig teilnehmenden Ländern. Als einzige Interpreten bekamen sie in der Publikumswertung von keinem Land einen Punkt.

## Schauspielerin
Ebenfalls 2019 stand Truman das erste Mal als Schauspielerin in einer Episodenhauptrolle der Serie In aller Freundschaft – Die jungen Ärzte vor der Kamera. Rund ein Jahr später hatte sie eine weitere Episodenrolle in der RTL-Serie Nachtschwestern. In der 6. und letzten Staffel der Jugendserie Spotlight war sie 2022 Teil des Hauptcasts.

## Diskografie
- 2010: All in the Game (feat. LayZee)

## Filmografie
- 2019: In aller Freundschaft – Die jungen Ärzte (Fernsehserie, Folge Verschwunden)
- 2020: Nachtschwestern (Fernsehserie, Folge Seitenwechsel)
- 2022: Spotlight (Fernsehserie)
- 2023: Tiere bis unters Dach (Fernsehserie, Folge #Waldau)
- 2023: Das Märchen von der Zauberflöte
- 2024: In aller Freundschaft – Die jungen Ärzte (Fernsehserie, Folge Nicht aufzuhalten)